# Александру Севулеску
Александру Севулеску (рум. Alexandru Săvulescu, 8 січня 1898 — 11 грудня 1961) — румунський футбольний тренер.

## Кар'єра тренера
Про нього мало що відомо, за винятком того, що він тренував двічі збірну команду Румунії, спочатку у 1934—1935 роках, потім вдруге в 1938 році, коли він був одним з двох тренерів національної команди з Костелом Редулеску під час чемпіонату світу 1938 року у Франції, де румуни програли (3-3 і 1-2) команді Куби в 1/8 фіналу.
Помер 11 грудня 1961 року на 64-му році життя.